# Lil Pump 2
Lil Pump 2 é o terceiro álbum de estúdio do rapper americano Lil Pump. Foi lançado pelo artista em 17 de março de 2023 e serve como a sequência de seu álbum de estreia autointitulado (2017). O desenvolvimento do álbum começou por volta de 2019 e foi concluído em 2023. O álbum possui 16 músicas e conta com participações especiais de Smokepurpp, YoungBoy Never Broke Again, e Ty Dolla Sign, Rio Da Yung Og e G4 Boyz. O álbum teve produção executiva da CBMix, mas a produção também ficou a cargo de Bighead, Carnage, Ronny J, entre outros. O álbum foi projetado para ganhar significativamente menos unidades em sua primeira semana do que seu álbum anterior Harverd Dropout (2019). 
Foi antecedido por cinco singles que posteriormente entraram no álbum - "All the Sudden", "Splurgin", "Mosh Pit", "She Know" e "Tesla". A versão deluxe do álbum foi lançada em 15 de setembro de 2023.

## Desenvolvimento do álbum
Lil Pump lançou seu álbum de estreia homônimo em outubro de 2017, que marcou sua transição oficial de ser um rapper do SoundCloud para ser oficialmente um rapper do mainstream global. Sua sequência foi anunciada em 2019 , mas foi adiada pelo lançamento de seu álbum colaborativo com Ronny J intitulado No Name, que foi lançado discretamente em 10 de dezembro de 2021, sem qualquer tipo de divulgação de Lil Pump. Posteriormente, foi anunciado que o projeto estava previsto para ser lançado em agosto de 2022, mas foi adiado pois Garcia afirmou ter perdido o disco rígido do álbum em um lago.
Pump anunciou o álbum pela primeira vez em 27 de maio de 2019. Desde o anúncio de Lil Pump 2 em 2019, Lil Pump frequentemente lançava prévias de novos projetos que já foram descartados, como "Pump Rock" e "Red Ain't Dead", mas em 2022, ele confirmou que Lil Pump 2 era seu próximo projeto. Uma série de singles foram lançados durante o período de 2020 e 2021 para ajudar a divulgar o álbum, mas nenhum dos singles acabou entrando no álbum.
Em agosto de 2022, durante uma entrevista para a Inked Magazine, Lil Pump originalmente confirmou que estaria lançando naquele mesmo mês, porém, acabou não lançando o álbum.
No mesmo mês, uma lista de faixas inicial apareceu na internet, consistindo em vinte e duas faixas, com uma ampla variedade de músicas e participacões em que a maioria, exceto algumas participações e músicas lançadas, foram cortadas da lista de faixas final. Em 10 de março de 2023, Lil Pump anunciou o álbum em seu Instagram, revelando a lista de faixas do álbum e sua capa, com participações que vão de YoungBoy Never Broke Again, Rio Da Yung Og, o mencionado anteriormente Smokepurpp, Ty Dolla Sign e G4 Boyz.

## Singles e divulgação
Pump lançou o primeiro single do álbum, "All the Sudden", em 12 de abril de 2022. Que foi sucedido pelo segundo single, chamado "Splurgin", lançado em 20 de julho de 2022. O terceiro single, "Mosh Pit", foi lançado em 27 de setembro de 2022. "She Know" com Ty Dolla Sign foi lançado como o quarto em 7 de dezembro de 2022. "Tesla" com Smokepurpp foi lançado como quinto e último single do álbum, sendo lançado em 24 de fevereiro de 2023. Pump também quebrou um para-brisa novo da Ferrari para promover o projeto, o que posteriormente fez com que a Ferrari o-proibisse de comprar carros da marca.

## Capa do álbum
Em 11 de março de 2023, Pump anunciou a capa e contra-capa de Lil Pump 2 nas redes sociais. A capa apresenta um tema próximo do rock/punk. A capa mostra Pump balançando a cabeça, que seu cabelo soletra "LP2" (abreviação do nome do álbum).

## Recepção da crítica
Avaliando o álbum para Clash, Robin Murray afirmou: "Lil Pump 2 é todo o brilho de fogos de artifício, embora nunca realmente esteja liderando na frente. Voltando aos seus princípios, é um prazer para os fãs, mas, no final das contas, Lil Pump fica parado (no tempo).”
Sabrina Morris do HotNewHipHop deu ao álbum uma classificação "HOTTTTT", igual a 4/5. Ela elogiou o álbum por ser "semelhante ao seu trabalho anterior, já que a maioria das canções tem um gancho cativante, forte, versos contundentes e 808s fortes".
Aylor Rubright do HipHopDX declarou: "Em Lil Pump 2, Seu melhor trabalho tende a ser enérgico, maluco e um pouquinho engraçado, mas Lil Pump 2 raramente consegue encontrar um equilíbrio significativo entre esses três aspectos. Considerando que sua música mais antiga era capaz de capturar essas características de uma forma que parecia orgânica, agora parece que ele está simplesmente seguindo os passos sem qualquer tipo de química entre artistas, produtores e engenheiros naturalmente assumindo as rédeas em uma sessão de estúdio." 
"Pump Rock x Heavy Metal", uma música de rap metal e nu metal, foi criticada por várias publicações de heavy metal e por pessoas online. Liz Scarlett do Metal Hammer, descreveu a música como "tão ruim, na verdade, que nos faz querer chorar um pouco", escrevendo: "Lil Pump de alguma forma absorveu todos os clichês da cena alternativa e os juntou todos em um música NSFW que deixaria sua mãe muito, muito chateada."  Metal Injection comparou a música desfavoravelmente a outras bandas de metal inspiradas no hip-hop (e vice-versa), incluindo Ho99o9, Ghostmane, Tallah, Tetrarch e Wargasm . MetalSucks a chamou de "a pior música de metal do ano", comparando a música desfavoravelmente ao cover de T-Pain de " War Pigs " do Black Sabbath .

## Lista de músicas
| N.º            | Título                                            | Produtores                 | Duração |  |
| 1.             | "Tesla (part. Smokepurpp)"                        | DSC Sunny                  | 2:14    |  |
| 2.             | "Pull Up"                                         | CBMix                      | 2:58    |  |
| 3.             | "Ain't With That"                                 | Carnage                    | 1:32    |  |
| 4.             | "All the Sudden"                                  | CBMix                      | 2:03    |  |
| 5.             | "I Don't Mind (part. YoungBoy Never Broke Again)" | Fizzle                     | 2:51    |  |
| 6.             | "No Hook (part. Rio da Yung Og)"                  | CBMix                      | 4:26    |  |
| 7.             | "Pump Rock x Heavy Metal"                         | CBMix Bighead              | 2:57    |  |
| 8.             | "Till I See You (part. Smokepurpp)"               | DSC Sunny                  | 1:43    |  |
| 9.             | "She Know (part. Ty Dolla $ign)"                  | Bridgez Roark Ponzoo Cross | 2:35    |  |
| 10.            | "Don't Like Me"                                   | Fizzle                     | 4:23    |  |
| 11.            | "Fendi on Fendi"                                  | Bighead                    | 2:12    |  |
| 12.            | "Mosh Pit"                                        | CBMix                      | 1:56    |  |
| 13.            | "Move It"                                         | Ronny J                    | 2:11    |  |
| 14.            | "Wok"                                             | CBMix                      | 2:04    |  |
| 15.            | "Splurgin"                                        | CBMix                      | 2:07    |  |
| 16.            | "Swipe (part. G4 Boyz)"                           | Bighead CBMix              | 2:54    |  |
| Duração total: | Duração total:                                    | Duração total:             | 41:06   |  |

Edição deluxe (faixas bônus)
| N.º            | Título             | Duração |  |
| 17.            | "6 Rings"          | 2:00    |  |
| 18.            | "I Sell"           | 2:47    |  |
| 19.            | "Glow in the Dark" | 1:55    |  |
| 20.            | "Rick Rubin"       | 2:02    |  |
| Duração total: | Duração total:     | 48:01   |  |